# Ротума (народ)
Ротума — меланезийский народ, коренное население острова Ротума, входящего в состав Фиджи.

## Общие сведения
Треть ротума живёт на островах Фиджи. Численность — 9 тыс. человек (1,2 % населения страны). Говорят на ротуманском языке восточно-австронезийской группы австронезийской семьи. Ротума — католики и протестанты (методисты). Ротума выделяются среди других народов Республики Фиджи. У ротума нависающие брови, толстые губы, большие рты, широкие приплюснутые носы, высокие скулы, высокий лоб, волосы чёрные, прямые и длинные. Волос на лице и теле мало. Кожа светло-коричневая.

## Культура и быт

### Основные занятия
Традиционное занятие — ручное земледелие (кокосы, таро, ямс, бананы); развито производство копры. Ротума — искусные мореходы и ремесленники (плетение, плотницкое и столярное дело, резьба по дереву). На островах Фиджи работают по найму.

### Социальное устройство
Традиционное социальное устройство: матрилинейные роды во главе с выборными и сменяемыми раз в полгода вождями (сау). Деревни объединялись в округа (иту): остров делился на 6 (позже 7) иту. Семья патриархального типа.

### Религия
Ротума испытали влияние микронезийцев и западных полинезийцев (полинезийские мифы о боге-создателе Тангароа и др., церемониальное питьё кавы, выделка тапы, татуировка, обычаи взаимных подарков — факсоро). С середины XIX века миссионеры стали обращать ротума в христианство. Сохраняются вера в духов природы, культ предков.